# Idaea antiquaria
Idaea antiquaria là một loài bướm đêm trong họ Geometridae.